# Шеремет Дмитро Олександрович
Дмитро Олександрович Шеремет (нар. 19 листопада 1992) — український легкоатлет, який спеціалізується в метанні спису.
На національних змаганнях представляє Львівську область.
Тренується під керівництвом Володимира Борькіна.

## Спортивні досягнення
Чемпіон України (2017).
Срібний (2016, 2018) та бронзовий (2019, 2020) призер чемпіонатів України.
Зимовий чемпіон України (2020).
Срібний (2021, 2022) та бронзовий (2015, 2016) призер зимових чемпіонатів України.